# Aksu Konaxeher

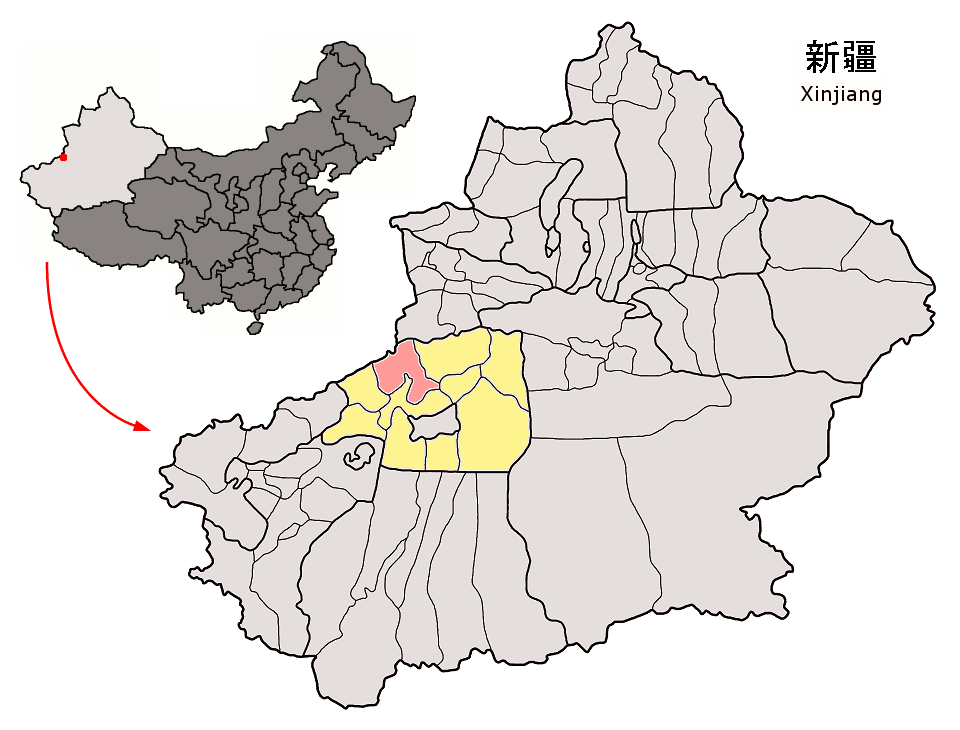
Lage von Aksu Konaxeher im Regierungsbezirk Aksu von Xinjiang

Aksu Konaxeher (auch Wensu und Onsu; chinesisch 温宿县, Pinyin Wēnsù Xiàn, uigurisch ئونسۇ ناھىيىسى Onsu Naⱨiyisi) ist ein Kreis im Regierungsbezirk Aksu des Uigurischen Autonomen Gebiets Xinjiang der Volksrepublik China. Er hat eine Fläche von 14.376 km² und zählt 233.933 Einwohner (Stand: Zensus 2010). Sein Hauptort ist die Großgemeinde Wensu (温宿镇).
Auf Gemeindeebene besteht Aksu Konaxeher aus vier Großgemeinden, fünf Gemeinden und eine Nationalitätengemeinde. Diese sind:
- Großgemeinde Wensu (温宿镇), Sitz der Kreisregierung;
- Großgemeinde Aral (阿热勒镇);
- Großgemeinde Kizil (克孜勒镇);
- Großgemeinde Tumxuk (吐木秀克镇);
- Großgemeinde Jam (佳木镇);
- Gemeinde Gülawat (古勒阿瓦提乡);
- Gemeinde Qagrak (恰格拉克乡);
- Gemeinde Tohula (托乎拉乡);
- Gemeinde Ixlamqi (依希来木其乡);
- Gemeinde Bozdong der Kirgisen (博孜墩柯尔克孜族乡).
- Hinzu kommen fünf Staatsfarmen, fünf staatliche Viehzuchtbetriebe mit Weideplätzen und zwei Staatsforste.